# Парамос-дель-Эсгева

Районы Вальядолида:
синий: Кампо-де-Пеньяфьель
белый: Тьерра-де-Медина
жёлтый: Монтес-Торосос
голубой:Кампиния-дель-Писуэрга :
красный: Парамос-дель-Эсгева
оранжевый:Тьерра-дель-Вино
зелёный: Тьерра-де-Пинарес
фиолетовый:Тьерра-де-Кампос

Па́рамос-дель-Эсге́ва (исп. Páramos del Esgueva)  — историческая область и  район (комарка) в Испании, находится в провинции Вальядолид.

## Муниципалитеты
1. Амускильо
2. Вильярментеро-де-Эсгева
3. Вильяфуэрте
4. Канильяс-де-Эсгева
5. Кастроверде-де-Серрато
6. Кастронуэво-де-Эсгева
7. Пиния-де-Эсгева
8. Ренедо-де-Эсгева
9. Торре-де-Эсгева
10. Энсинас-де-Эсгева
11. Эсгевильяс-де-Эсгева